# Eduard Fraenkel
Pour les articles homonymes, voir Fraenkel.
Eduard David Mortier Fraenkel, né le 17 mars 1888 à Berlin et mort le 5 février 1970 à Oxford, est un spécialiste allemand des lettres classiques. Il occupe la chaire de latin Corpus Christi à l'université d'Oxford de 1935 à 1953. Né dans une famille de juifs assimilés dans l'Empire allemand, il étudie les lettres classiques aux universités de Berlin et de Göttingen. En 1934, la législation antisémite introduite par le parti nazi l'oblige à se réfugier au Royaume-Uni, où il s'installe finalement à l'université d'Oxford et à son Corpus Christi College.
Eduard Fraenkel établit sa réputation académique avec la publication d'une monographie sur le comédien romain Plaute, Plautinisches im Plautus (Plautine Elements in Plautus, 1922). Cet ouvrage, élaboré à partir de sa thèse de doctorat, change l'étude de la comédie romaine en affirmant que Plaute était un dramaturge plus novateur qu'on ne le pensait auparavant. En 1950, il publie un commentaire en trois volumes sur l' Agamemnon du dramaturge grec Eschyle qui est décrit par le classiciste H. J. Rose comme « peut-être le plus érudit qu'une pièce grecque ait jamais eu ». Après avoir pris sa retraite de son poste d'enseignant, il écrit une monographie, intitulée Horace (1957), sur le poète romain Horace.
Les biographes mettent particulièrement l'accent sur l'impact de l'enseignement d'Eduard Fraenkel à Oxford, où il dirigeait un séminaire hebdomadaire sur les textes classiques. Caractéristique de la vie académique européenne qui avait été rare à l'université, ces cours ont influencé le développement intellectuel de nombreux étudiants de premier cycle d'Oxford. Ses séminaires sur l' Agamemnon ont fait l'objet d'un poème de la romancière et philosophe Iris Murdoch. En 2018, à la suite d'une pétition du corps étudiant, Corpus Christi a décidé de renommer une salle du collège qui portait le nom de Fraenkel, en réaction aux allégations de harcèlement sexuel à son encontre. Résumant les contributions de Fraenkel à la discipline, l'helléniste Hugh Lloyd-Jones l'a décrit comme « l'un des plus savants classiques de son temps » en raison de sa connaissance d'un éventail diversifié de disciplines au sein des classiques.

## Biographie

### Enfance et éducation
Eduard David Mortier Fraenkel naît le 17 mars 1888 à Berlin,, dans le Royaume de Prusse. Sa famille, juive et assimilée, est prospère économiquement. Sa mère Edith est la sœur de Hugo Heimann, un homme politique social-démocrate et éditeur de livres de droit qui aide Eduard Fraenkel à développer un intérêt pour l'histoire du droit. Son père, Julius Fraenkel, travaille comme marchand de vin. Par son intermédiaire, Eduard Fraenkel est apparenté à deux philologues : son cousin Ernst Fraenkel est un spécialiste des langues baltes et l'oncle de son père, Ludwig Traube, est l'un des fondateurs de la discipline de la paléographie. Quand il a environ dix ans, Eduard Fraenkel contracte une ostéomyélite. La maladie, qui met sa vie en danger, laisse son bras droit déformé.
Son éducation n'intègre pas les études juives, et ses parents le tienne éloigné des membres les plus religieux de sa famille. De 1897 à 1906, il fréquente le lycée ascanien (de) dans le quartier de Berlin-Tempelhof, où ses professeurs comprennent le mythographe Otto Gruppe, que Eduard Fraenkel crédite dans sa thèse de doctorat d'avoir inspiré son intérêt pour l'antiquité classique. Malgré ces tendances, il s'inscrit à l'université de Berlin pour étudier le droit, car les conventions d'embauche antisémites auraient rendu difficile l'obtention d'un poste d'enseignant dans une université allemande. Pendant ses études de droit, Eduard Fraenkel commence à être encadré par l'helléniste Ulrich von Wilamowitz-Moellendorff, dont il suit les cours en son temps. Après une visite à Rome à la fin de l'année 1907, Eduard Fraenkel change officiellement de sujet d'études pour devenir philologue classique. En 1909, il est transféré à l'université de Göttingen pour poursuivre ses études sous la direction du latiniste Friedrich Leo et du linguiste Jacob Wackernagel. En 1912, il obtient un doctorat pour une thèse sur la comédie romaine intitulée De media et nova comoedia quaestiones selectae.

### Carrière en Allemagne

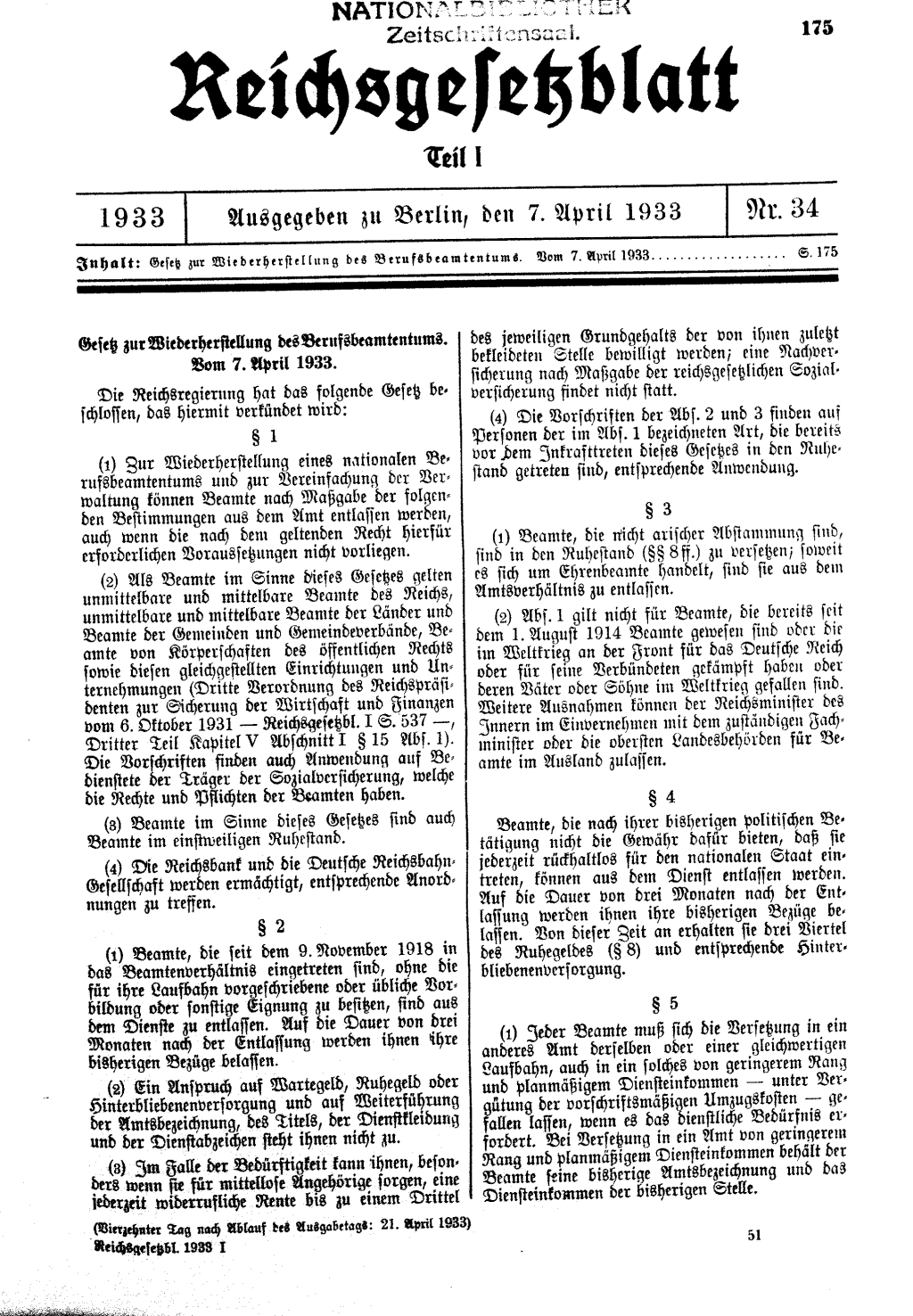
En 1933, la loi sur la restauration de la fonction publique professionnelle démet Eduard Fraenkel de son poste universitaire.

La première nomination académique d'Eduard Fraenkel a lieu en 1913 en tant qu'assistant au Thesaurus Linguae Latinae, un projet lexicographique basé à Munich. Après avoir brièvement travaillé dans une école de Berlin-Charlottenburg, il entame en 1917 le processus d'habilitation à l'université de Berlin et commence à y enseigner en tant que maître de conférences non titulaire, connu en allemand sous le nom de Privatdozent. En 1918, il épouse Ruth von Velsen, une érudite classique qui abandonne sa carrière pour le soutenir. Le couple a trois fils et deux filles, dont l'un est le mathématicien Edward Fraenkel. Après avoir été promu à un poste de professeur extraordinaire à Berlin en 1920, Eduard Fraenkel est nommé professeur titulaire de latin à l'université de Kiel en 1923. Sa nomination, qui suit la publication d'une monographie sur le comédien romain Plaute, forge sa réputation dans la discipline.
En 1928, Eduard Fraenkel accepte une offre de retour à l'université de Göttingen. Son séjour de trois ans est une période difficile pour lui et sa famille; son fils Albert meurt d'une maladie et Eduard Fraenkel est victime d'antisémitisme dans le cadre de ce que le classiciste Gordon Williams décrit comme des « querelles personnelles » au sein de la faculté. En 1931, il est nommé professeur à l'université de Fribourg, où il connaît une vie personnelle épanouie et il espère s'installer définitivement. Cependant, son mandat à l'université est interrompu au début de l'année 1933, après l'arrivée au pouvoir d'Adolf Hitler et du parti nazi. En avril de la même année, une loi sur la restauration de la fonction publique professionnelle est adoptée, interdisant aux juifs d'enseigner dans les universités. Ayant perdu son poste, Eduard Fraenke reste en Allemagne pour le reste de l'année et doit faire face à une discrimination croissante.

### Exil en Angleterre
Eduard Fraenkel passe une partie de l'année 1934 à Christ Church, à l'Université d'Oxford, après avoir été invité par la faculté de lettres classiques et le spécialiste des lettres classiques Gilbert Murray. En août, après que la faculté d'Oxford n'ait pas pu prolonger le séjour d'Eduard Fraenkel, il est élu à une bourse Bevan au Trinity College à Cambridge. Aidé par son ami, le latiniste Donald Robertson, Eduard Fraenkel et sa famille déménagent à Cambridge plus tard dans l'année.
Lorsqu'il s'avère difficile de subvenir aux besoins de sa famille avec son poste au Trinity, Eduard Fraenkel commence à planifier une tournée de conférences à travers les États-Unis pour la fin de 1934, par laquelle il espère trouver une nomination permanente. Avant qu'il ne puisse s'embarquer dans cette tournée, la chaire Corpus Christi de latin à Oxford devient vacante après la démission d'Albert Curtis Clark. Eduard Fraenkel postule pour la chaire avec le soutien de nombreux classicistes britanniques, dont le futur vice-chancelier de l'université Maurice Bowra, et A. E. Housman, le professeur de latin Kennedy à Cambridge. Sa candidature est contrée par le romancier et député John Buchan qui proteste dans le Sunday Times contre « l'importation d'étrangers » dans les universités britanniques. Eduard Fraenkel est élu à la présidence en 1935 et annule ses engagements aux États-Unis.
Après son élection, Eduard Fraenkel devient membre du Corpus Christi College et emménage dans une maison sur Museum Road. Outre des conférences sur la poésie latine, notamment sur les œuvres de Catulle, Horace et Virgile, il donne également des séminaires sur des textes grecs et latins. Fréquentés par des étudiants et des universitaires, ces séminaires sont une caractéristique de la vie universitaire européenne qui est rare à Oxford avant son arrivée. Pendant les vacances scolaires, les participants se réunissent une fois par semaine pour procéder à « un examen lent et détaillé », lisant et discutant le texte à un rythme de moins de 10 lignes par heure. Les étudiants sont invités à se préparer sur des passages spécifiques, Eduard Fraenkel commentant leur travail et les mettant au défi sur des points d'intérêt tels que l'interprétation, la critique textuelle et l'histoire de l'érudition classique. Du trimestre d'automne 1936 au trimestre de printemps 1942, les séminaires portent sur l' Agamemnon du dramaturge grec Eschyle, sur lequel Eduard Fraenkel publie un commentaire en trois volumes en 1950.

### Retraite et décès
En 1953, Eduard Fraenkel se retire de son poste universitaire, mais continue à donner des conférences et à diriger des séminaires. Vers 1955, il rencontre le clerc italien Giuseppe De Luca, qui dirige une maison d'édition savante, Edizioni di Storia e Letteratura. En collaboration avec Giuseppe De Luca, il réédite les Kleine Schriften de Leo et deux études du philologue allemand Wilhelm Schulze, Orthographica et Graeca Latina. En 1957, Eduard Fraenkel publie une monographie sur Horace. Alors qu'Eduard Fraenkel reste actif longtemps après sa retraite, la santé de Ruth commence à se détériorer. Elle meurt le 5 février 1970; Eduard Fraenkel se suicide le jour même, quatre heures plus tard,.

## Contributions à l'érudition classique

### Plaute
À la fin du XIXe siècle, l'étude des comédies de Plaute était dominée par l'idée que ses pièces étaient largement dérivées d'exemples de comédie moyenne grecque, dont la plupart ont été perdues. Les universitaires ont traité les pièces de Plaute principalement comme un moyen de récupérer des informations sur ce genre grec perdu. Le mentor d'Eduard Fraenkel, Friedrich Leo, a adopté cette ligne d'argumentation dans son étude Plautinische Forschungen de 1885. En 1922, Eduard Fraenkel a publié une monographie intitulée Plautinisches im Plautus, fondée sur son travail de doctorat effectué sous la direction de Leo. Le livre était conçu pour analyser Plaute en tant qu'auteur à part entière et non en tant que source de comédie moyenne.
L'approche d'Eduard Fraenkel à ce problème était d'isoler les détails et les formes d'expression récurrents comme base pour la reconstruction de la contribution originale de Plaute au genre de la comédie. En utilisant cette méthode, il a identifié quatre éléments qu'il a jugés caractéristiques de Plaute : les formules d'ouverture des discours directs ; l'habitude de ses personnages d'intimement se transformer en quelqu'un d'autre; son utilisation de la mythologie grecque; et son traitement des objets inanimés comme animés. S'appuyant sur ces observations, il a ensuite délimité les principaux domaines du genre dans lesquels il considère que Plaute a innové. Il s'agit notamment de la longueur du discours direct, du personnage de l' « esclave rusé » et de son utilisation créative des interventions chantées (cantica). Il conclut que, contrairement au consensus académique prédominant, Plaute était un « créateur innovant à part entière ». En 1960, une traduction italienne de Plautinisches im Plautus a été publiée, ce qui a donné à Eduard Fraenkel l'occasion d'ajouter une liste d'amendements à son argument initial.
Écrivant pour Classical Philology, le classiciste Henry Prescott a considéré le livre d'Eduard Fraenkel comme la contribution la plus importante à l'étude de la comédie romaine depuis les Plautinische Forschungen de Leo. Bien que Henry Prescott ait décrit ses conclusions comme un « important mouvement de balancier » vers la reconnaissance de l'originalité de Plaute, il considérait l'identification des éléments typiques par Eduard Fraenkel comme la partie la plus réussie de l'argumentation. En 2007, l'helléniste C. W. Marshall a déclaré que le livre était « perspicace, stimulant et parfois très frustrant », ajoutant que le jugement d'Eduard Fraenkel sur les études précédentes avait « résisté à l'épreuve du temps ». La classiciste Lisa Maurice a écrit que, même si certains de ses arguments ont été rejetés, Plautinisches im Plautus a été « le catalyseur de l'érudition moderne sur Plaute ».

### Eschyle
Eduard Fraenkel avait commencé à s'intéresser à l' Agamemnon d'Eschyle dès 1925, mais il s'est concentré sur la littérature latine dans les années qui ont précédé sa candidature au poste de professeur du Corpus. Il a développé ses réflexions sur la pièce dans ses séminaires hebdomadaires de 1936 à 1942. À partir de mars 1942, un groupe d'amis autour du latiniste R. A. B. Mynors et de l'historien John Beazley a commencé à soutenir Eduard Fraenkel dans le processus de préparation de ses notes pour la publication. Certaines parties de son travail, notamment la traduction du texte grec, ont dû être traduites de l'allemand en anglais. En 1943, Eduard Fraenkel a soumis un manuscrit pour un commentaire sur la pièce à l'Oxford University Press. Bien que Kenneth Sisam, le délégué responsable de la presse, l'ait accueilli favorablement, le processus de publication a été retardé en raison de préoccupations liées à la longueur exceptionnelle du manuscrit, ce qui a conduit Sisam à décrire le commentaire comme « un monstre teutonique ». Le livre a été publié en 1950 en trois volumes.
Dans son commentaire, Eduard Fraenkel a suivi la méthode du variorum, selon laquelle une place importante est accordée aux points de vue d'érudits précédents, en plus de ceux de l'auteur principal. Dans un travail de détection remarquable, il a montré que nombre des notes les plus pénétrantes de la très influente première édition du texte (1663) par Thomas Stanley devaient beaucoup à la générosité anonyme de John Pearson,. Selon Eduard Fraenkel, la présentation des approches existantes, bien que laborieuse, était nécessaire pour séparer le texte des opinions savantes qui s'étaient accumulées au fil du temps. Contrairement à la pratique courante, son livre ne traite pas des thèmes généraux dans une introduction séparée, mais les aborde dans le commentaire chaque fois qu'ils apparaissent. Ses notes individuelles sont ainsi devenues des sources d'information sur de nombreux domaines d'études au-delà de la pièce elle-même. Eduard Fraenkel a également montré un intérêt pour la technique du commentaire, inventant de nouveaux termes critiques, tels que guttatim pour l'utilisation par Eschyle de l'apposition cumulative.

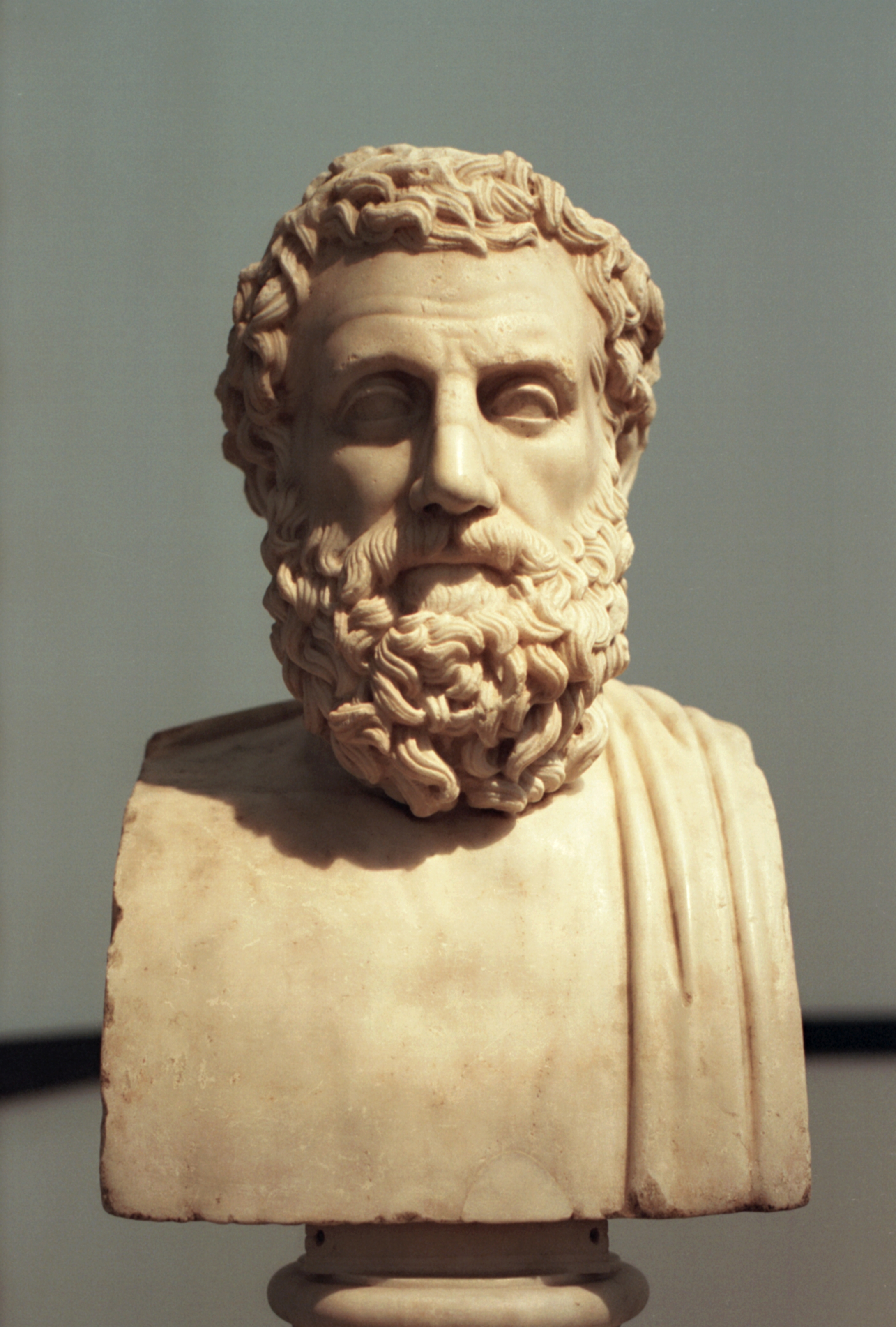
Fraenkel a écrit un commentaire sur l' Agamemnon d'Eschyle. Ce portrait du dramaturge est une copie romaine d'un original grec du IVe siècle avant J.-C..

Pour le classiciste H. J. Rose, le commentaire de Eduard Fraenkel était « peut-être le plus érudit qu'une pièce grecque ait jamais eu ». H. J. Rose a loué le livre pour avoir adopté la pratique d'une introduction thématique et pour son équilibre dans la présentation des points de vue du Fraenkel lui-même à côté de ceux de ses prédécesseurs. H. J. Rose a conclu sa critique pour The Journal of Hellenic Studies en disant « avec confiance que la valeur [du commentaire] est permanente ». Le critique C. Arthur Lynch a qualifié l'édition de « source de joie et d'étonnement », soulignant la volonté d'Eduard Fraenkel d'admettre des difficultés irrémédiables dans le texte. L'helléniste J. C. Kamerbeek a désapprouvé la critique sévère du commentaire à l'égard des autres classicistes mais a ajouté qu'il s'agissait d'« un monument de la philologie du XXe siècle ».

### Horace
Eduard Fraenkel a commencé à publier des articles sur Horace au début des années 1930. Son Horace (1957) proposait une interprétation globale de l'œuvre du poète fondée sur l'analyse de textes individuels. Le chapitre préliminaire du livre reconstitue la vie du poète à partir du témoignage du biographe romain Suétone. Le reste du livre contient des interprétations complètes de poèmes sélectionnés, en mettant l'accent sur les œuvres les plus anciennes et les plus récentes d'Horace.
Dans les chapitres d'Eduard Fraenkel sur les Épodes et les Satires, il soutient qu'Horace a subi un processus de maturation artistique qui l'a éloigné de l'imitation de ses modèles littéraires (le poète lyrique grec Archiloque et le satiriste romain Lucilius) pour le rapprocher de sa propre conception des genres respectifs. Une grande partie centrale est consacrée aux trois premiers livres des Odes. Il montre comment Horace a développé les modèles de la lyrique grecque en une forme de littérature de plus en plus abstraite. En ce qui concerne les poèmes s'adressant à l'empereur Auguste, Eduard Fraenkel a soutenu qu'ils ne contredisaient pas les positions politiques de la jeunesse d'Horace, contredisant ainsi l'opinion de l'historien Ronald Syme. Dans The Roman Revolution, Ronald Syme a dépeint ces poèmes comme une forme de propagande en faveur du régime augustéen.
L'ouvrage adopte un point de vue novateur sur les Épîtres d'Horace, un recueil de lettres en mètre dactylique; alors que la plupart des chercheurs précédents les considéraient soit comme des reproductions fidèles de lettres du monde réel, soit comme des lettres entièrement fictives, Eduard Fraenkel a soutenu qu'elles étaient d'une « double nature », combinant des éléments réels et irréels. Il a interprété le Chant séculaire, un hymne de célébration commandé pour les Jeux séculaires de 17 av. J.-C., comme un poème indépendant de son contexte festivalier, qui marque le retour d'Horace à la poésie lyrique. Ainsi, ce texte habituellement négligé est devenu une composante importante de la lecture que Eduard Fraenkel  fait de l'œuvre d'Horace. Le dernier chapitre couvre le quatrième livre des Odes, en se concentrant à nouveau sur la progression du poète par rapport à ses modèles.
Bien que Horace ait reçu des critiques largement positives, Eduard Fraenkel a été déçu par les réactions de la communauté scientifique. Après l'avoir décrit comme « très original », Williams a écrit que « les défauts [du livre] sont également clairs. Fraenkel était enclin à supposer une relation simple entre la poésie du poète et sa vie ». Il a ajouté que la vision d'Eduard Fraenkel d'Auguste en tant que « monarque bienveillant et réticent » donnait une image erronée de la relation entre la poésie et la politique. En faisant la critique de l'ouvrage pour The Classical Journal (en), la latiniste Janice Benario a déclaré que le livre « pourrait être considéré comme une encyclopédie d'Horace, tant le matériel couvert est vaste" », le jugeant « indispensable à l'enseignant d'Horace à tout niveau ». Le latiniste Carl Becker a considéré le livre comme « l'une des grandes réalisations de la philologie latine » (« eine der großen Leistungen der lateinischen Philologie »), mais a souligné que le concept d'Eduard Fraenkel de maturation poétique dans les Epodes et les Satires était son argument le plus faible.

## Réception
Do you remember

Professor Eduard Fraenkel's endless

Class on the Agamemnon?

Between line eighty three and line a thousand

It seemed to us our innocence

Was lost, our youth laid waste,

The aftermath experienced before,

Focused by dread into a lurid flicker,

A most uncanny composite of sun and rain.

Did we expect the war? What did we fear?

First love's incinerating crippling flame,

Or that it would appear

In public that we could not name

The Aorist of some unfamiliar verb...
Résumant les contributions d'Eduard Fraenkel à la discipline, l'helléniste Hugh Lloyd-Jones l'a décrit comme « l'un des plus érudits classiques de son temps » en raison de sa connaissance d'un large éventail de disciplines classiques. Selon Williams, ses écrits les plus influents sont sa monographie sur Plaute et ses nombreux articles de journaux, car ils « expriment la véritable excitation de la découverte intellectuelle ». Williams a également souligné la capacité d'Eduard Fraenkel à discerner « des connexions inattendues entre des faits sans lien entre eux ». L'historien de l'érudition classique Christopher Stray considère Eduard Fraenkel comme « l'un des plus grands érudits classiques du vingtième siècle ».
En 2007, l'helléniste Stephanie West a publié un chapitre de livre explorant l'impact de l'arrivée de Fraenkel à Oxford. S'appuyant sur ses propres souvenirs et ceux d'autres classicistes d'Oxford, elle décrit ses séminaires comme sa contribution la plus importante à l'enseignement classique, car les réunions étaient principalement fréquentées par des étudiants de premier cycle avec lesquels Fraenkel partageait ses vastes connaissances dans plusieurs domaines des classiques. Reconnaissant l'influence de ces séminaires sur le développement intellectuel de nombreux étudiants de premier cycle d'Oxford, l'helléniste Martin West a écrit : « Ici, nous avons vu la philologie allemande en action ; nous l'avons sentie se répercuter en nous tandis qu'il patrouillait dans la pièce derrière nos chaises [...] Nous savions, et ne pouvions en douter, que c'était cela, l'érudition classique, et que c'était à nous d'apprendre à la poursuivre. ». La philosophe et romancière Iris Murdoch, qui avait été étudiante à Oxford, a composé un poème intitulé The Agamemnon Class, 1939 qui juxtapose le séminaire d'Eduard Fraenkel au début de la Seconde Guerre mondiale.
Dans son livre A Memoir: People and Places, publié en 2000, la philosophe Mary Warnock a écrit qu'en 1943, Eduard Fraenkel l'avait touchée, ainsi qu'une autre étudiante, Imogen Wrong, contre leur gré, lors de "cours particuliers du soir" dans son bureau. Selon Warnock, Fraenkel s'est excusé de ses actes après avoir été confronté dans une lettre à Jocelyn Toynbee, alors professeur de lettres classiques au Newnham College de Cambridge. En 1990, le latiniste Nicholas Horsfall a déclaré que « [Fraenkel] appréciait, chaleureusement, mais de la manière la plus décente, la beauté féminine ». Cette déclaration a été critiquée par l'historienne de l'Antiquité Mary Beard, qui l'a décrite comme un probable « mécanisme de défense » contre une plus grande diffusion des connaissances sur le comportement d'Eduard Fraenkel.
Après la mort d'Eduard Fraenkel, Corpus Christi a converti une partie de son bureau en une salle de conférence commémorative intitulée Fraenkel Room. Le 26 novembre 2017, le corps étudiant de premier cycle du collège a adopté une résolution demandant que la salle soit renommée et que le portrait d'Eduard Fraenkel soit retiré en réponse aux allégations de harcèlement sexuel formulées à son encontre. Leur action a été rendue publique par le journal étudiant Cherwell, attirant l'attention de publications nationales, dont le Daily Mail et le Times. Le 6 février 2018, une réunion publique a eu lieu entre les étudiants et les universitaires classiques du collège ; la réunion est arrivée à une proposition de renommer la salle Fraenkel en salle des universitaires réfugiés en l'honneur d'un certain nombre d'universitaires qui avaient trouvé refuge à Corpus Christi. Le 7 mars, le conseil d'administration du collège a accepté la proposition. La salle a été équipée d'une plaque commémorative rendant hommage aux historiens Paul Vinogradoff et Michael Rostovtzeff, au classiciste Rudolf Pfeiffer et au philosophe Isaiah Berlin aux côtés d'Eduard Fraenkel.

## Honneurs
Eduard Fraenkel a été élu Membre de la British Academy en 1941. Il a reçu la médaille Kenyon pour ses études classiques en 1965 et est titulaire de doctorats honorifiques de l'Université libre de Berlin et des universités d'Urbino, de Saint Andrews, de Florence, de Fribourg et d'Oxford.

## Publications
Les livres suivants ont été écrits par Eduard Fraenkel :
- (de) Plautinisches im Plautus, Berlin, Weidmannsche Buchhandlung, 1922 (OCLC 459709688)
- (de) Iktus und Akzent im lateinischen Sprachvers, Berlin, Weidmannsche Buchhandlung, 1928 (OCLC 463164298)
- (de) Gedanken zur einer deutschen Vergilfeier, Berlin, Weidmannsche Buchhandlung, 1930 (OCLC 932528585)
- (en) Aeschylus, Agamemnon, Oxford, Oxford University Press, coll. « 3 Volumes », 1950 (OCLC 163433411)
- (en) Horace, Oxford, Clarendon Press, 1957 (ISBN 978-0-19-814376-5, OCLC 249873211, lire en ligne )
- (de) Kleine Beiträge zur klassischen Philologie, Rome, Edizioni di Storia e Letteratura, coll. « 2 Volumes », 1964 (OCLC 476392833)